# Jean Briane
Jean Briane, né le 20 octobre 1930 à Quins, dans l'Aveyron et mort le 3 décembre 2021, est un homme politique français. Il est membre de l'UDF et député de la Première circonscription de l'Aveyron de 1971 à 2002 sous l'étiquette UDF-CDS.